# Burrell Township (Iowa)
Pour les articles homonymes, voir Burrell Township.
Burrell Township est un township, du comté de Decatur en Iowa, aux États-Unis,.
Le township est créé en 1850. Il est nommé en l'honneur du commissaire du comté Asa Burrell.

## Source de la traduction
- (en) Cet article est partiellement ou en totalité issu de l’article de Wikipédia en anglais intitulé « Burrell Township, Decatur County, Iowa » (voir la liste des auteurs).